# Eugen Brachvogel
Eugen Brachvogel (ur. 8 października 1882 w Bisztynku, zm. 26 lutego 1942 w Malborku) – ksiądz katolicki, rektor seminarium duchownego w Braniewie, prałat honorowy Jego Świątobliwości; wybitny uczony, historyk, pisarz, wychowawca i duszpasterz i społecznik działający na Warmii w pierwszej połowie XX wieku.

## Życiorys

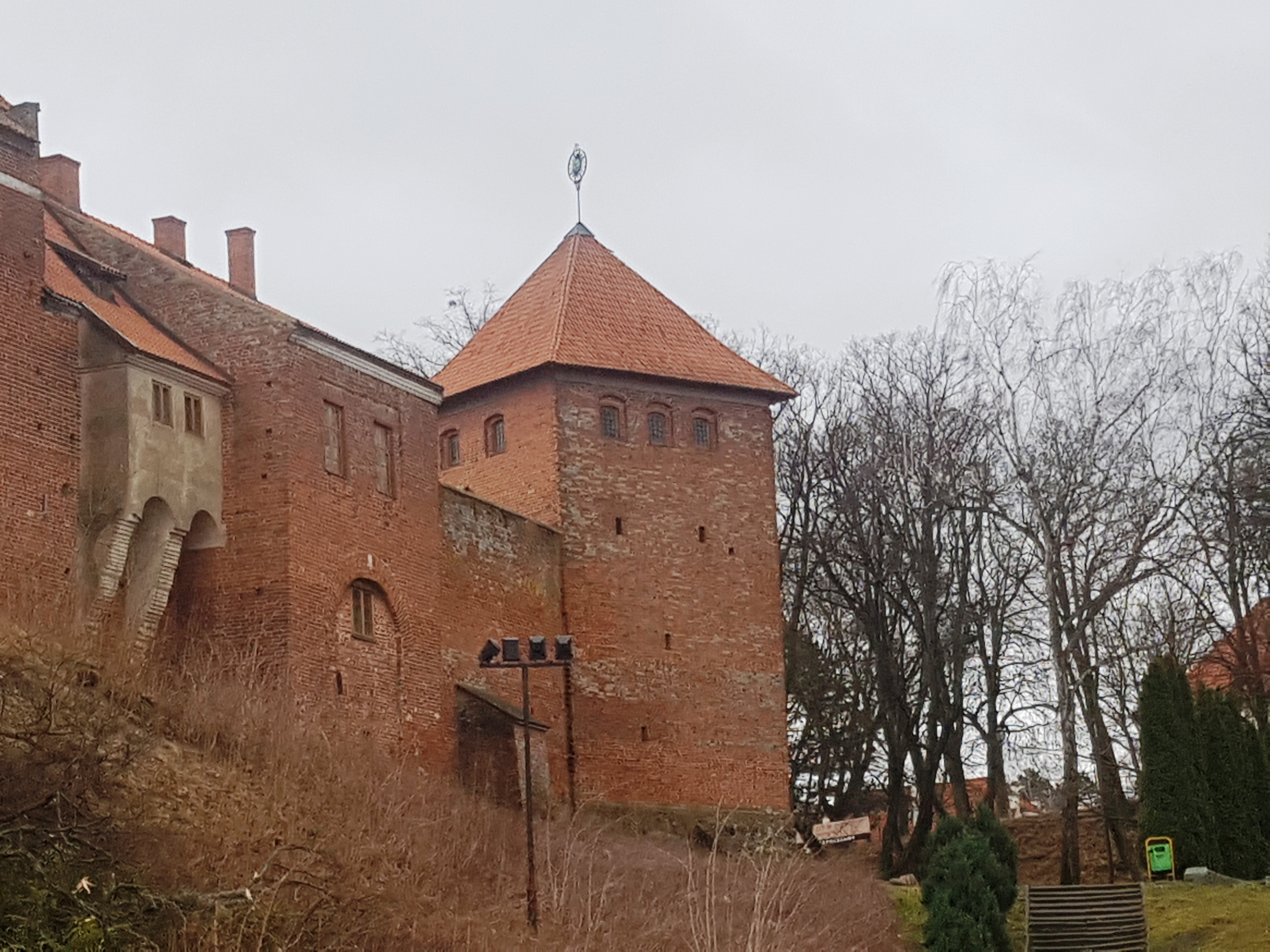
Wieża Kopernika, w której w 1912 Brachvogel założył muzeum astronoma

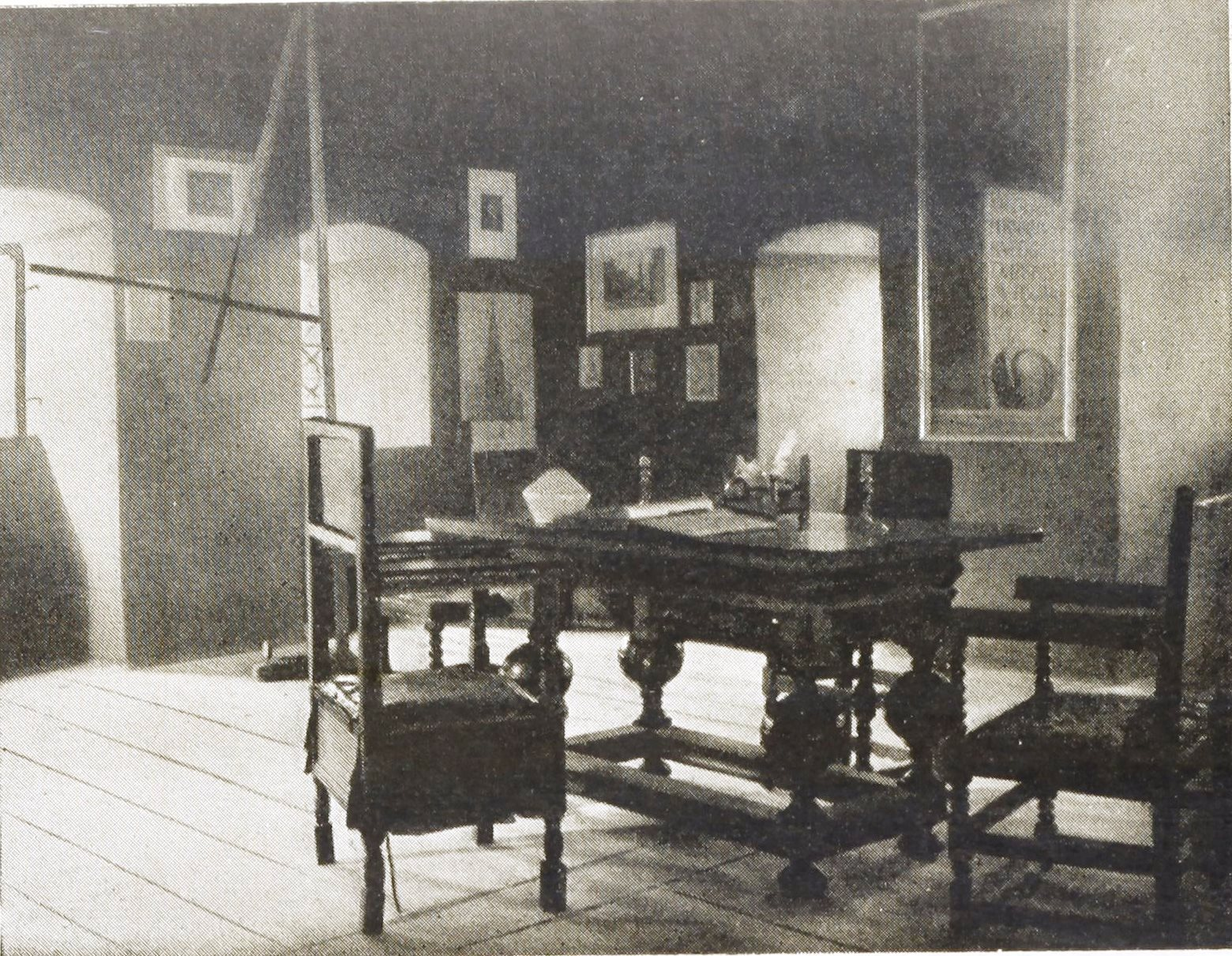
Sala Kopernika w wieży, 1933 rok

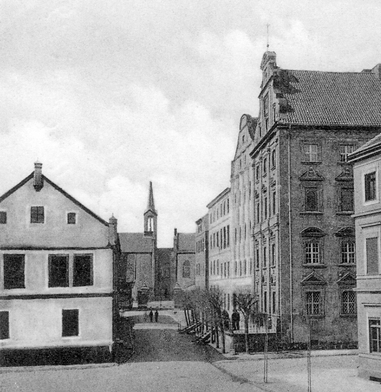
Za skrzyżowaniem po prawej budynek Kamiennego Domu, w którym najpierw się uczył, a następnie został rektorem Eugen Brachvogel, na wprost, na końcu Collegienstraße, kościół gimnazjalny

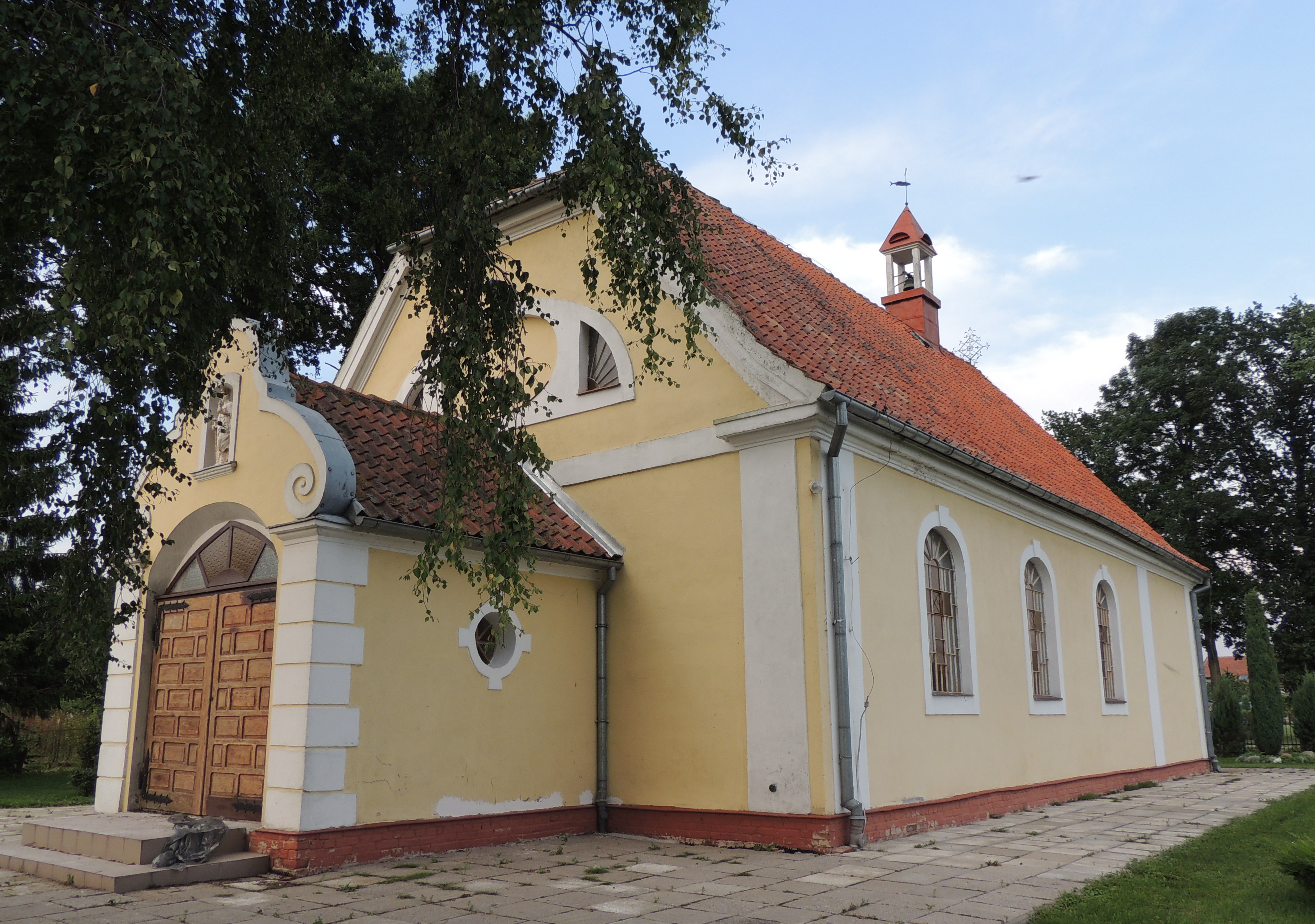
Kościół w Nowej Pasłęce, wybudowany staraniem księdza w latach 1924–1926

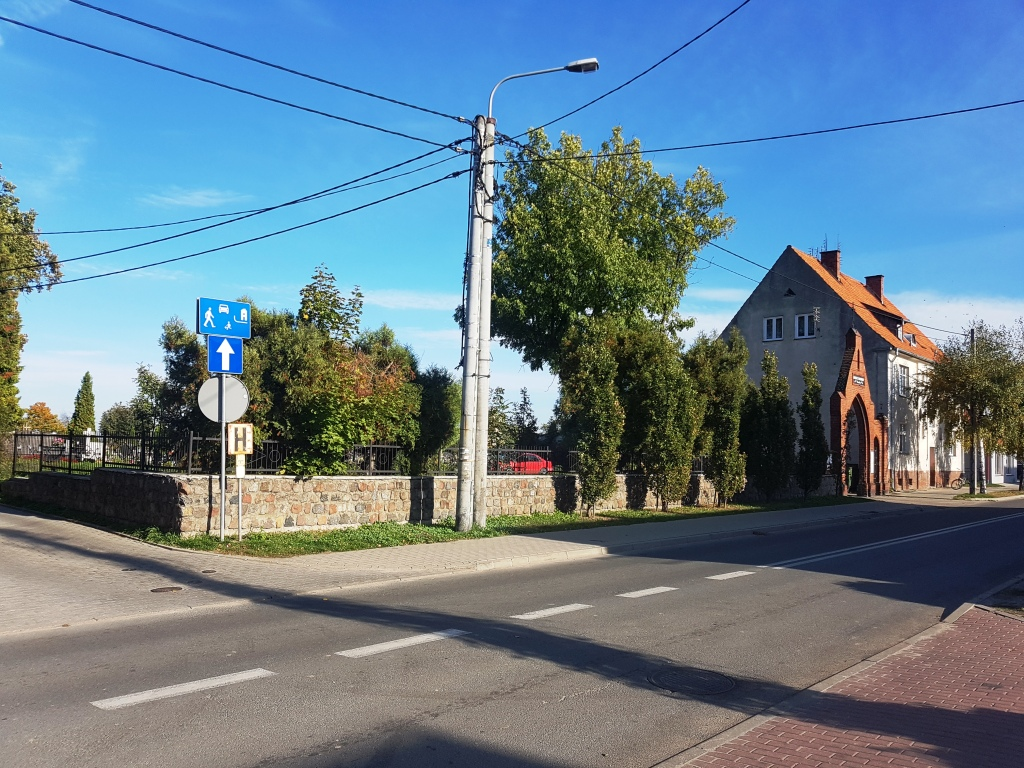
Cmentarz św. Magdaleny w Braniewie, na którym został pochowany Eugen Brachvogel

Eugen Brachvogel urodził się 8 października 1882 w Bisztynku, jako drugie dziecko spośród sześciorga rodzeństwa w rodzinie Roberta Brachvogela i Kathariny z d. Müller. Robert Brachvogel, syn kuśnierza z Bartoszyc, był sekretarzem sądowym w Bisztynku.
Eugen Brachvogel pobierał najpierw prywatne nauki, a od Wielkanocy 1896 w gimnazjum w Reszlu, gdzie zamieszkał w konwikcie biskupim. Był jednym z najlepszych uczniów. 18 lutego 1902 uzyskał tam świadectwo dojrzałości. Następnie studiował w Państwowej Akademii w Braniewie (zamieszkał w tym czasie w słynnym Kamiennym Domu). 11 lutego 1906 roku przyjął święcenia kapłańskie w katedrze fromborskiej z rąk biskupa warmińskiego Andreasa Thiela.
Przez 10 lat był wikarym we Fromborku, gdzie poświęcił się badaniom nad dziełem Kopernika. W 1912 stworzył pierwszą izbę muzealną dotyczącą Kopernika na Wzgórzu Katedralnym, na poddaszu Wieży Kopernika (współcześnie to Muzeum Mikołaja Kopernika oraz Muzeum Pomnika Historii Frombork Zespół Katedralny). Uzyskał też zezwolenie na utworzenie muzeum biskupiego i kapitulnego. Uporządkował również archiwum biskupie i katedralne oraz przeniósł Muzeum Warmińskie z Braniewa do Fromborka. W 1921 biskup Bludau mianował go subregensem (wicerektorem) seminarium duchownego w Braniewie, w 1927 został jego rektorem.
W latach 1924–1926 wybudował w pobliskiej wiosce rybackiej Nowa Pasłęka neobarokową kaplicę (współcześnie kościół filialny pw. Matki Boskiej Miłosierdzia). Nowa Pasłęka pozostawała zawsze blisko sercu kapłana. Przebywając w Braniewie co niedzielę przychodził tu pieszo, by odprawiać mszę św. dla mieszkańców. Oprócz świątyni utworzył w 1924 roku we wsi, w budynku w Pfahlbude, schronisko młodzieżowe, które przyjmowało gości od maja 1925 roku. Ponadto założył tu chór i sekcję orkiestry dętej, w którą zaangażował aż 30 mężczyzn i którą prowadził (sam ponadto grał na skrzypcach). Dla młodych kobiet ze wsi organizował w okresie zimowym po mszy św. zajęcia praktyczne prowadzone przez nauczycieli z Braniewa.
W 1931 przejął parafię w Chruścielu k. Braniewa. W 1937 został proboszczem w Jasnej w Prusach Zachodnich (obecnie w gminie Dzierzgoń), gdzie kontynuował badania z zakresu historii Warmii oraz nad spuścizną Mikołaja Kopernika.
Jest autorem blisko 500 publikacji drukowanych w Zeitschrift für die Geschichte und Altertumskunde Ermlands. Był członkiem Warmińskiego Towarzystwa Historycznego oraz Niemieckiej Akademii Przyrodników Leopoldina.
Eugen Brachvogel prowadził ascetyczny tryb życia, nie pił, nie palił, rozwijał ruch abstynencki, skromnie się ubierał, drogę z Braniewa do Nowej Pasłęki (ok. 8 km), by odprawić niedzielną mszę św. w kościele Matki Boskiej Miłosierdzia, najczęściej przemierzał pieszo. Przez wiernych nazywany był pater Eugen.
Zmarł w szpitalu w Malborku 26 lutego 1942 roku. Nabożeństwo pogrzebowe zostało odprawione 3 marca 1942 w kościele św. Katarzyny w Braniewie, przewodził mu ks. dr Ernst Borchert, siostrzeniec ks. Brachvogela. Następnie kondukt żałobny przeszedł obok Kamiennego Domu na cmentarz św. Magdaleny na Koźlinie (przedwojenna dzielnica Braniewa), gdzie kapłan został pochowany.